# 壯三新涼樂團
壯三新涼樂團，1937年成立，是目前僅存唯一表演宜蘭本地歌仔的團體。

## 沿革
壯三是宜蘭縣宜蘭市東村里古地名，1937年9月由黃茂琳在壯三老師公廟-三聖宮-開館授徒，成立壯三本地歌仔班。1946年改名為壯三涼樂團，1953年因故弦歌中輟，1995年復團，改名為壯三新涼樂團。「涼樂」寓意：涼勢涼勢，暢暢樂樂（臺羅：liâng-sè 	liâng-sè，thiòng thiòng lo̍k lo̍k）。

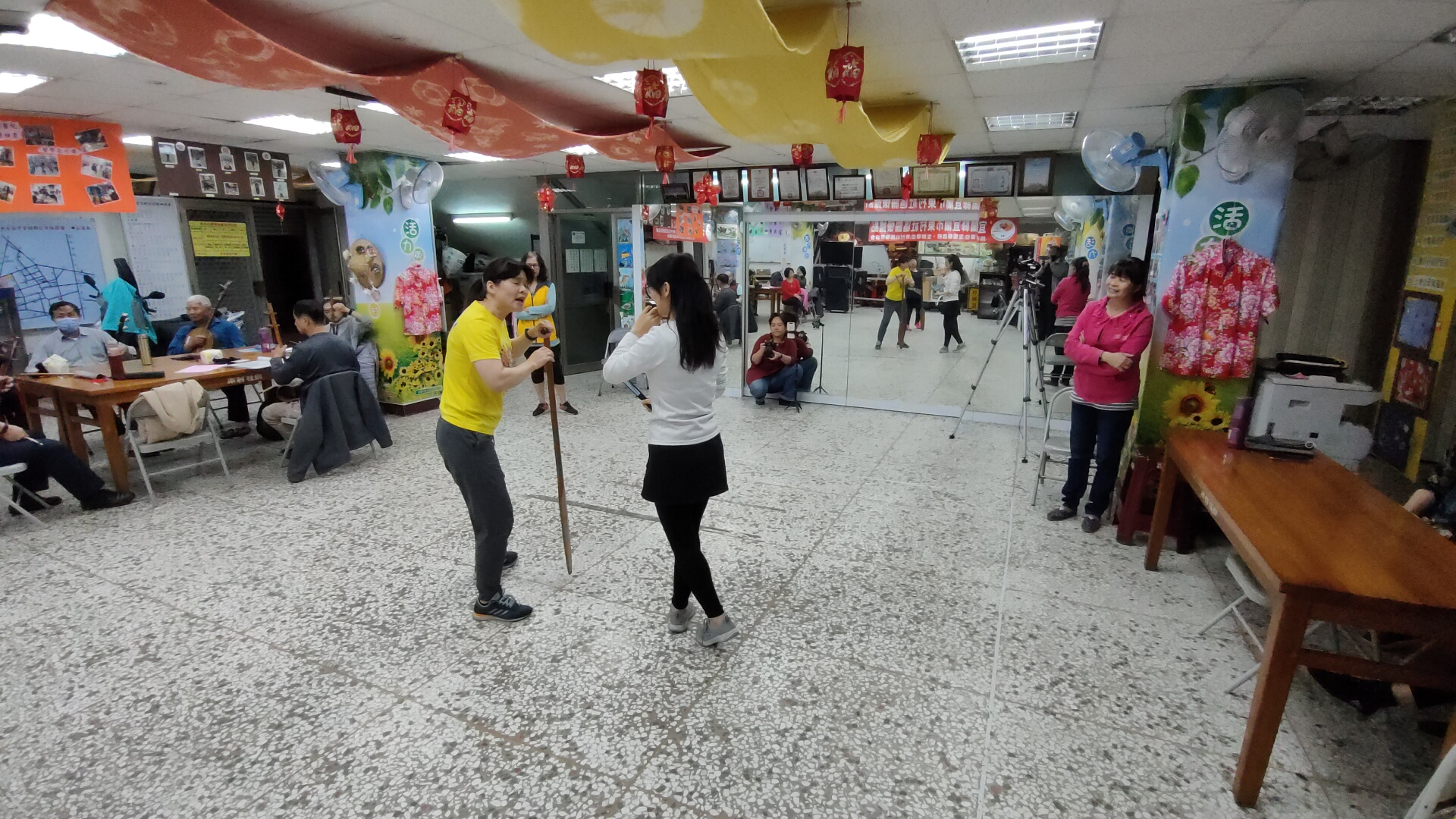
台灣宜蘭壯三新涼樂團練習

## 文化資產登錄過程
「壯三新涼樂團」是全臺灣唯一以傳承和搬演「宜蘭本地歌仔」為旨的團體。
- 2008年1月21日，被宜蘭縣文化局登錄為宜蘭縣傳統藝術保存團體。

- 2012 年9月3日，被文化部登錄為國家級重要傳統表演藝術「宜蘭本地歌仔」保存團體，成為宜蘭本地歌仔表演藝術傳習和培養下一代新秀的搖籃。[4]

## 重要公演紀實
- 第六屆泉州旅遊文化節開幕式。
- 國立傳統藝術中心掛牌典禮。
- 傳古意創新藝-海峽兩岸小戲交流。
- 文建會二十一週年慶。
- 台北總統府之宜蘭水家鄉。[5]
- 國立傳統藝術中心之情牽太平洋 亞太婚戀之美。
- 紅樓劇場傳藝風華之相約紅樓。
- 本地歌仔二00八保安宮歌仔戲匯演~全民尬歌仔戲。
- 2009台灣戲曲節
- 高雄衛武營開幕式[6]
- 宜蘭國際童玩節
- 金車文教基金會[7]
- 北投民謠月琴祭[8]
- 亞太傳統藝術季[9]
- 蘭陽博物館之秋日歌仔調[10]

## 重要人物
陳旺欉